# André Engel (metteur en scène)
Pour les articles homonymes, voir André Engel et Engel.
André Engel , né le 9 mars 1946, est un metteur en scène français de théâtre et d'opéra, également acteur.

## Biographie
André Engel a enseigné la philosophie jusqu’en 1969. Il fait ses débuts de metteur en scène en 1972, dans le cadre du Théâtre de l’Espérance, associé à Jean-Pierre Vincent (Dans la jungle des villes de Bertolt Brecht, Don Juan et Faust de Grabbe), avant de développer ses activités au sein du Théâtre national de Strasbourg (Baal de Brecht, Un week-end à Yaick, d’après Pougatchev de Sergueï Essénine, Kafka théâtre complet, dont il tire le film Hôtel moderne, Ils allaient obscurs sous la nuit solitaire d’après En attendant Godot de Samuel Beckett, Penthésilée d’après Heinrich von Kleist). Son répertoire, qui se distingue d’emblée par une certaine prédilection pour les grandes figures du répertoire d’Outre-Rhin, est cependant loin de se limiter aux textes théâtraux.
Il croise les écrits classiques et contemporains tout en s’attachant à parcourir des sentiers inexplorés. C’est l’époque où Engel déplace le terrain du spectacle hors des théâtres dans des lieux insolites : hangar, haras, hôtel, mine de fer, chacune de ses créations s’inscrit dans un lieu qui lui est propre, non consacré au théâtre. C’est ainsi, par exemple, que Dell’inferno, sur des textes de Bernard Pautrat (avec la collaboration « involontaire » de Dante, Virgile, Ovide, ou Rilke), est donné tout d’abord dans une usine désaffectée de La Plaine Saint-Denis en collaboration avec le Théâtre Gérard Philipe en 1982. La même année, Engel choisit de mener une carrière de metteur en scène indépendant ; en 1988, il fonde le Centre bilatéral de création théâtrale et cinématographique, financé par le Ministère de la Culture et de la Communication, qui lui permet de coproduire la plupart de ses spectacles. Il met en scène Lulu au Bataclan, d’après Wedekind (Bataclan, Théâtre des Amandiers, 1983), Le Misanthrope de Molière (Maison de la Culture de Bobigny, 1985), Venise sauvée, d’après Hugo von Hofmannsthal (Maison de la Culture du Havre, Festival d’Avignon, Maison de la culture de Bobigny, 1986), Salomé de Richard Strauss (Welsh National Opéra, 1987), La Nuit des chasseurs, d’après Woyzeck de Büchner (Théâtre national de la Colline, 1988), Le livre de Job, d’après la Bible (Théâtre national de Chaillot, 1989), Der Freischütz de Weber (Opéra national du pays de Galles, 1989), O.P.A. Mia de Denis Levaillant (Festival d'Avignon, Festival Musica Strasbourg, Opéra-Comique, 1990), Carmen de Bizet (Opéra national du pays de Galles, 1990), Le Réformateur du monde de Thomas Bernhard (Centre bilatéral de création, Maison de la Culture de Bobigny, 1990-1991), Légendes de la forêt viennoise d’Ödön von Horváth (Maison de la Culture de Bobigny, 1992, spectacle sélectionné aux Molières 1993 pour la meilleure mise en scène), Antigone de Ton de Leeuw (Festival de Hollande, 1993), La Walkyrie (Scala de Milan, 1994), Le Baladin du monde occidental de Synge (Odéon-Théâtre de l’Europe, 1995).
Après sa nomination en 1996 à la direction artistique du Centre dramatique national de Savoie, André Engel crée ses spectacles dans des salles d’opéra ou de théâtre de type plus classique. Le CDNS, qui a pour particularité de ne pas disposer d’une salle propre, mène en effet une politique de soutien à la création en partenariat avec les Scènes nationales d’Annecy et Chambéry, où sont présentés les spectacles et les productions qu’invite le CDNS. Engel a notamment monté dans ce cadre La Force de l’habitude de Thomas Bernhard, Woyzeck de Büchner (spectacle également présenté à Gennevilliers en 1998), Le Réformateur de Thomas Bernhard, Léonce et Léna de Büchner (spectacle créé à la rentrée 2001 à l’Odéon-Théâtre de l’Europe qui valut à Eric Elmosnino, dans le rôle de Valério, le Molière de la révélation théâtrale) ; plus récemment Papa doit manger, de Marie NDiaye, créé à la Comédie-Française en 2003, et, toujours à l’Odéon, Le Jugement dernier d’Ödön von Horváth (2003, reprise en 2004 : prix du meilleur spectacle décerné par le Syndicat de la critique dramatique).
L’aventure du CDNS s’achève pour Engel en juin 2004. Georges Lavaudant lui propose alors de rejoindre l’Odéon-Théâtre de l’Europe en qualité d’artiste associé. C’est à ce titre qu’Engel crée Le Roi Lear aux Ateliers Berthier en janvier 2006, et La Petite Catherine de Heilbronn de Kleist en janvier 2008.
André Engel poursuit par ailleurs sa carrière de metteur en scène d’opéra.

## Théâtre

### Metteur en scène d'opéras
- Don Giovanni (Opéra de Lausanne, 1996),
- Siegfried (Scala de Milan, 1997),
- Der Freischütz (Opéra du Rhin, 1999),
- The Rake's Progress (Opéra de Lausanne, 1999 ; Théâtre des Champs-Élysées, 2001, reprise en 2007),
- La Petite Renarde rusée de Janáček (Opéra de Lyon, 2000 ; Théâtre des Champs-Élysées, 2002, reprise à l'Opéra de Paris-Bastille à l'automne 2008),
- K… d’après Le Procès de Franz Kafka, composé par Philippe Manoury (opéra Bastille, 2001).
- Il reprend en 2008 à l’Opéra de Paris Cardillac de Paul Hindemith, créé en 2005, et
- Louise de Gustave Charpentier, créé en mars 2007.
- 2010 : Ariadne auf Naxos de Richard Strauss et Hugo von Hofmannsthal, Opéra national du Rhin, Strasbourg
- 2012 : Katja Kabanova de Leoš Janáček et Vincence Cervinka d'après Alexandre Ostrovski, Théâtre des Bouffes du Nord

### Metteur en scène de théâtre
- 1972 : Dans la jungle des villes de Bertolt Brecht, mise en scène avec Jean Jourdheuil et Jean-Pierre Vincent, Compagnie Vincent-Jourdheuil, Festival d'Avignon, Théâtre de Chaillot
- 1973 : Don Juan et Faust de Christian Dietrich Grabbe, Théâtre Le Palace
- 1974 : Trotsky à Coyoacan de Hartmut Lange, Théâtre Mécanique
- 1976 : Baal de Bertolt Brecht, Théâtre national de Strasbourg
- 1977 : Un week-end à Yaïek d'après Pougatchev de Sergueï Essenine, Théâtre national de Strasbourg
- 1979 : Hôtel moderne d'après Kafka, Théâtre national de Strasbourg
- 1979 : Ils allaient obscurs sous la nuit solitaire d'après En attendant Godot de Samuel Beckett, Théâtre national de Strasbourg
- 1980 : Prométhée - Porte-feu d'après Eschyle, Théâtre national de Strasbourg
- 1981 : Penthésilée d'Heinrich von Kleist, Théâtre national de Strasbourg
- 1982 : Dell'inferno de Bernard Pautrat d'après Dante, Théâtre Gérard Philipe
- 1983 : Lulu de Frank Wedekind, Bataclan
- 1985 : Le Misanthrope de Molière, MC93 Bobigny
- 1986 : Venise sauvée de Thomas Otway-Hugo von Hofmannsthal, Maison de la Culture du Havre, Festival d’Avignon, MC93 Bobigny
- 1988 : La Nuit des chasseurs d’après Woyzeck de Georg Büchner, Théâtre national de la Colline
- 1989 : Le livre de Job d’après la Bible, Théâtre national de Chaillot
- 1990 : O.P.A. Mia Théâtre musical, Festival d’Avignon
- 1990 : Le Réformateur du monde de Thomas Bernhard, Centre bilatéral de création, MC93 Bobigny
- 1992 : Légendes de la forêt viennoise d’Ödön von Horváth, MC93 Bobigny
- 1995 : Le Baladin du monde occidental de John Millington Synge, Odéon-Théâtre de l'Europe
- 1997 : La Force de l'habitude de Thomas Bernhard
- 1998 : Woyzeck de Georg Büchner, Théâtre de Gennevilliers
- 2000 : Le Réformateur de Thomas Bernhard, Théâtre des Abbesses
- 2001 : Léonce et Léna de Georg Büchner, Odéon-Théâtre de l'Europe
- 2003 : Papa doit manger de Marie N'Diaye, Comédie-Française
- 2003, 2004 : Le Jugement Dernier d'Ödön von Horváth, CDN Chambéry & Annecy - Odéon-Théâtre de l'Europe Ateliers Berthier, Tournée et Reprise
- 2006, 2007 : Le Roi Lear de William Shakespeare, Odéon-Théâtre de l'Europe Ateliers Berthier, Tournée et Reprise
- 2008, 2009 : La Petite Catherine de Heilbronn d'Heinrich von Kleist, Odéon-Théâtre de l'Europe Ateliers Berthier
- 2008, 2009 : Minetti de Thomas Bernhard, Théâtre Vidy-Lausanne, Théâtre national de la Colline, Théâtre du Nord
- 2013 : La Double Mort de l'horloger d'après Ödön von Horváth, Théâtre national de Chaillot

### Comédien
- 1971 : Capitaine Schelle, Capitaine Eçço de Serge Rezvani, mise en scène Jean-Pierre Vincent, Théâtre de Chaillot
- 1972 : Dans la jungle des villes de Bertolt Brecht, mise en scène André Engel, Jean Jourdheuil et Jean-Pierre Vincent, Festival d'Avignon, Théâtre de Chaillot
- 1973 : Dans la jungle des villes de Bertolt Brecht, mise en scène André Engel, Jean Jourdheuil et Jean-Pierre Vincent, Théâtre de Nice
- 1973 : En r'venant de l'expo de Jean-Claude Grumberg, mise en scène Jean-Pierre Vincent, Théâtre Ouvert, Festival d'Avignon, Théâtre de l'Odéon
- 1973 : La Noce chez les petits bourgeois de Bertolt Brecht, mise en scène Jean-Pierre Vincent, Cyrano Théâtre
- 1974 : La Noce chez les petits bourgeois de Bertolt Brecht, mise en scène Jean-Pierre Vincent, Théâtre de la Ville
- 1974 : La Tragédie optimiste de Vsevolod Vichnievski, mise en scène Bernard Chartreux et Jean-Pierre Vincent, Théâtre Le Palace, Théâtre du Gymnase